# Fundacja Centrum im. Profesora Bronisława Geremka
Fundacja Centrum im. Profesora Bronisława Geremka – fundacja założona w 2008 przez rodzinę i przyjaciół prof. profesora Bronisława Geremka – historyka, jednego z czołowych działaczy „Solidarności”, Ministra Spraw Zagranicznych RP, kawalera Orderu Orła Białego i laureata Nagrody Karola Wielkiego.
Fundacja współpracuje z organizacjami reprezentującymi tożsame wartości w całej Europie będąc członkiem Sieci domów i fundacji wielkich Europejczyków (EP Network of Political Houses and Foundations of Great Europeans) prowadzonej przez Parlament Europejski.
Fundacja jest depozytariuszem dorobku materialnego prof. B. Geremka – w biurze Fundacji eksponowane są pamiątki oraz biblioteka profesora B. Geremka. Decyzją rodziny oraz Fundacji archiwum profesora Bronisława Geremka udostępniane jest w Archiwum Akt Nowych.

## Cele i misja
Do głównych celów fundacji należą:

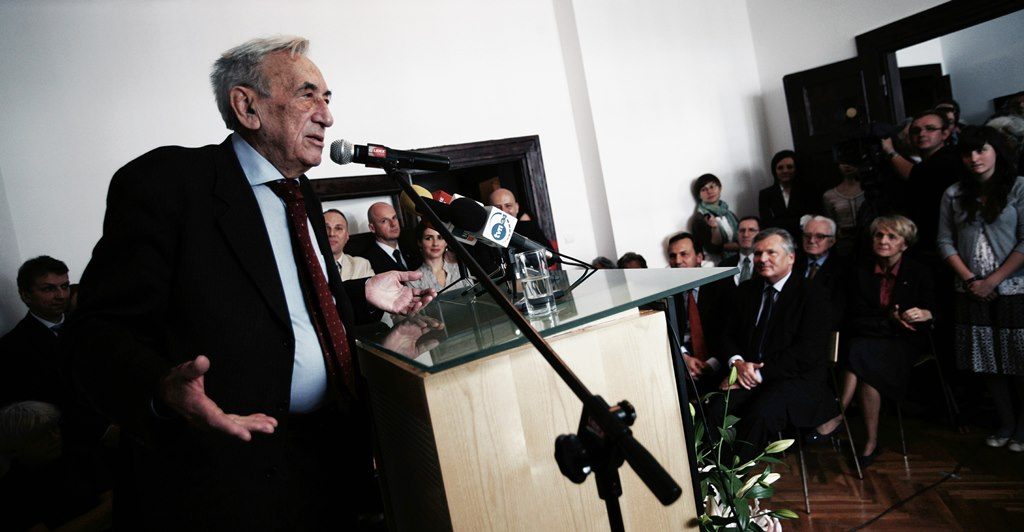
Inauguracja Fundacji Geremka 5 czerwca 2009. Przemawia Tadeusz Mazowiecki

- wspieranie rozwoju edukacji, myśli i kultury politycznej
- działalność na rzecz rozwoju społeczeństwa obywatelskiego
- kształtowanie postaw społecznych poszanowania praw człowieka
- wspieranie dialogu między różnymi środowiskami i narodami
- promowanie pamięci o dorobku Profesora

Cele te realizowane są poprzez:
- organizację seminariów historycznych dla młodzieży
- prowadzenie warsztatów antydyskryminacyjnych i edukacji globalnej
- inicjowanie i organizację międzynarodowych debat publicznych
- stworzenie platformy wymiany myśli i opinii w środowisku międzynarodowym badaczy, polityków i działaczy społecznych
- promowanie bliskich profesorowi Geremkowi idei życia publicznego

- realizacja programów na tematy europejskie we współpracy z Parlamentem Europejskim i Komisją Europejską
- wdrażanie projektów przeciwdziałających dezinformacji